# Trevor Graham
Trevor Graham (* 20. August 1964) ist ein in Jamaika geborener ehemaliger Leichtathlet, der aufgrund von Dopingvergehen in den Vereinigten Staaten lebenslang als Leichtathletiktrainer gesperrt wurde.
1988 nahm Graham an den Olympischen Spielen 1988 in Seoul teil und wurde in Vorläufen der 4-mal-400-Meter-Staffel Jamaikas eingesetzt. Er trainierte viele Weltklasseathleten, die zahlreiche Medaillen bei nationalen und internationalen Meisterschaften gewannen, zum Beispiel die Sprinter Justin Gatlin, Shawn Crawford und Tim Montgomery. Er coachte auch den des Dopings überführten Kugelstoßer Cottrell J. Hunter und die Sprinterin Marion Jones, einst Ehefrau von Hunter und heute mit Montgomery verheiratet, die im Oktober 2007 angab, von Graham das Dopingmittel THG erhalten zu haben.
Bis zum August 2006 wurden elf von ihm betreute Athleten des Dopings bezichtigt, wobei einige Athleten überführt oder geständig waren. Bei den verbliebenen laufen noch Ermittlungen oder die Sperrverfahren sind noch nicht abgeschlossen.
Der Name Trevor Graham spielte auch eine Rolle in der 2003 aufgedeckten BALCO-Affäre, die sich zu einem der größten bekannt gewordenen Dopingskandale entwickelte. Offenbar hatten auch die von Graham betreuten Athleten ihre Doping-Mittel von der Firma BALCO bezogen.
Trevor Graham hatte im Jahr 2003 – zunächst anonym – die vorher nicht nachweisbare Doping-Substanz Tetrahydrogestrinon (THG) an die nationale US-amerikanische Antidoping-Agentur geschickt. Nach der Analyse des Stoffs war man erstmals in der Lage, mit THG gedopte Sportler überführen zu können. Über die Beweggründe, weshalb Trevor Graham der Antidoping-Agentur die Substanz zugespielt hat, ranken sich Spekulationen. Wahrscheinlich ist, dass sich Graham mit den BALCO-Verantwortlichen zerstritten hatte.
Im November 2006 wurde ein Ermittlungsverfahren gegen Graham eingeleitet, in dem er beschuldigt wurde, sich im Rahmen der BALCO-Ermittlungen in drei Fällen der Falschaussage gegenüber den Ermittlern der U.S. Food and Drug Administration schuldig gemacht zu haben. Bei ersten Anhörungen bestritt er die Vorwürfe, und es wurde Anklage erhoben. Am 15. Juli 2008 entzog die United States Anti-Doping Agency Trevor Graham die Trainer-Lizenz auf Lebenszeit. Im Oktober 2008 wurde er wegen Meineids zu Hausarrest und einer Geldstrafe verurteilt.

## Nachweise
1. ↑  „Marion Jones bekennt sich der Doping-Lüge“, Spiegel Online, 5. Oktober 2007
2. ↑  Presseerklärung der USADA vom 15. Juli 2008 (PDF-Datei, engl.): USADA imposes lifetime ban against former track & field coach, Trevor Graham (Memento des Originals vom 26. Januar 2009 im Internet Archive)  Info: Der Archivlink wurde automatisch eingesetzt und noch nicht geprüft. Bitte prüfe Original- und Archivlink gemäß Anleitung und entferne dann diesen Hinweis. (PDF; 143 kB)
3. ↑  Frankfurter Rundschau vom 22. Oktober 2008: Gericht verurteilt Graham zu Hausarrest, abgerufen am 18. Juni 2012

| Personendaten    | Personendaten                           |
| ---------------- | --------------------------------------- |
| NAME             | Graham, Trevor                          |
| KURZBESCHREIBUNG | jamaikanischer Leichtathlet und Trainer |
| GEBURTSDATUM     | 20. August 1964                         |